# Kimono My House
Kimono My House is het derde album van de Amerikaanse rockband Sparks. De albumtitel wordt beschouwd als een woordspeling op de hit "Come on-a My House" van Rosemary Clooney. "Kimono My House" is ook de titel van de negentiende aflevering van de Amerikaanse comedyserie That Girl.

## Nummers
1. "This Town Ain't Big Enough for Both of Us"
2. "Amateur Hour"
3. "Falling In Love With Myself Again"
4. "Here In Heaven"
5. "Thank God It's Not Christmas"
6. "Hasta Mañana Monsieur"
7. "Talent Is An Asset"
8. "Complaints"
9. "In My Family"
10. "Equator"

21st Century-editie (2006) Bonusnummers
- 11. "Barbecutie" (B-kant van "This Town Ain't Big Enough For Both of Us")
- 12. "Lost & Found" (B-kant van "Amateur Hour")
- 13. "Amateur Hour" (Live op Fairfield Halls 9 november 1975)

## Meewerkende artiesten
- Russell Mael, zanger
- Ron Mael, keyboard
- Martin Gordon, basgitaar
- Adrian Fisher, gitaar
- Norman Diamond, drumstel